# فلاديمير غونزاليس
فلاديمير غونزاليس (بالإسبانية: Vladimir González)‏ هو دراج كولومبي، ولد في 16 أكتوبر 1978.

## وصلات خارجية
- فلاديمير غونزاليس على موقع أرشيف الدراجات (الإنجليزية)
- فلاديمير غونزاليس على موقع إحصائيات الدراجات الإحترافية (الإنجليزية)